# Orrstown
Orrstown és una població dels Estats Units a l'estat de Pennsilvània. Segons el cens del 2000 tenia 231 habitants.

## Demografia
Segons el cens del 2000, Orrstown tenia 231 habitants, 79 habitatges, i 59 famílies. La densitat de població era de 1.486,5 habitants/km².
Dels 79 habitatges en un 32,9% hi vivien nens de menys de 18 anys, en un 65,8% hi vivien parelles casades, en un 3,8% dones solteres, i en un 24,1% no eren unitats familiars. En el 17,7% dels habitatges hi vivien persones soles el 8,9% de les quals corresponia a persones de 65 anys o més que vivien soles. El nombre mitjà de persones vivint en cada habitatge era de 2,67 i el nombre mitjà de persones que vivien en cada família era de 2,98.
Per edats la població es repartia de la següent manera: un 24,7% tenia menys de 18 anys, un 9,1% entre 18 i 24, un 27,7% entre 25 i 44, un 18,6% de 45 a 60 i un 19,9% 65 anys o més.
L'edat mediana era de 38 anys. Per cada 100 dones de 18 o més anys hi havia 851 homes.
La renda mediana per habitatge era de 38.542 $ i la renda mediana per família de 39.583 $. Els homes tenien una renda mediana de 27.188 $ mentre que les dones 21.250 $. La renda per capita de la població era de 14.346 $. Cap de les famílies i l'1,4% de la població estaven per davall del llindar de pobresa.

## Poblacions més properes
El següent diagrama mostra les poblacions més properes.